# Camino Internacional
El Camino Internacional (también conocido como Ruta CH-64) es un camino que inicia posterior al Túnel del Jardín Botánico y recorre en forma rápida por la zona alta de Viña del Mar para llegar a Concón y luego a la Ruta CH-60 en San Pedro, Quillota, en la  Región de Valparaíso, Chile. Se llama Camino Internacional ya que anteriormente era principalmente usada para viajar a Argentina.
Entrando a Achupallas hay dos caleteras llamadas Avenida Carlos Ibáñez del Campo, una va para el norte y la otra para el sur.

## Tramos

### Tramo Viña del Mar-Concón
En este tramo, donde se recorre la mayor parte de este camino, el camino tiene 2 pistas por sentido. En sus alrededores, están los barrios El Olivar, Achupallas, Miraflores Alto, Santa Julia, Glorias Navales, Expresos Viña y Reñaca Alto. En Glorias Navales, en los últimos años se han visto dos grandes construcciones comerciales: Aviva Parque Acuático, el primer parque acuático de Viña del Mar y el Viña Outlet Park, un centro comercial con una vasta variedad de tiendas.

### Tramo Concón
En este tramo, se puede apreciar la vasta cantidad de moteles y bodegas que hay en el sector. También está el Cementerio Parque del Mar en este tramo. Al empezar a descender para llegar a la zona gastronómica de Concón, se puede apreciar también la Empresa Nacional del Petróleo.
- Datos: Q5742280